# 인어를 위한 수영교실
《인어를 위한 수영교실》은 용찬 작가가 네이버 웹툰에 연재했던 웹툰이다. 원래는 베스트 도전에서 연재하다가 네이버 웹툰으로 정식 연재하였다.

## 등장인물

### 주연
- 신초아

여자 주인공. 18세(고등학교 2학년). 인어이며, 5세 정도까지 바다에서 살았으나 꼬리에 통증 때문에 헤엄치지 못해 마녀에게 다리를 빌려 20살까지 육지로 나와 살게 된다. 가족관계는 인어인 어머니와 인간인 아버지, 그리고 4명의 언니(인어)가 있다. 인간의 모습일 때는 긴 갈색 머리, 검푸른 눈동자이고, 다리가 있다. 인어의 모습일 때는 금발에 청안, 파란 비늘 꼬리를 가지고 있다. 수영의 여자 친구이다. 마녀들이 짧은 다리를 줬다. 뀨잇거리며 귀엽게 표정 짓는 모습을 수영이가 좋아한다. 최근에는 친구들에게 먼저 다가간다. 졸업식 때 그만 늦어버렸다. 노래를 못한다.
- 이수영

남자 주인공. 18세(고등학교 2학년). 수영선수이며, 키가 185cm으로 키가 크다. 수영을 전공으로 하며 원래는 수영대회에 나가면 긴장을 했지만 초아를 만난 후 많이 발전했다. 성격은 거의 매일 하이텐션이다. 누나가 있다.일이가 초아랑 친하게 지내자 질투했다. 꽤 다정다감한 남자다. 초아의 남자친구이다. 이름이 수영이여서 일이에게 놀림받았다. 초면에 이름으로 놀리는 사람을 싫어한다.

### 조연
- 선우일

남자 조연이며, 18세(고등학교 2학년)이다. 초아와 어릴 적 친했던 사이이다. 초아의 학교로 전학을 오면서 다시 만나게 된다. 성이 선우, 이름이 일이라는 것을 많은 사람들이 모르고 '우일'이라 부른다. 초아가 어렸을 때 개구리로 장난치고 물린 아이가 일이다. 초반에는 초아를 좋아했으나, 현재는 신도담과 핑크빛 기류가 있다.
- 이이슬

처음엔 신초아가 어장관리를 하는 줄 알고 싫어했지만 오해를 풀고 초아가 인어라는 것에 대해서도 적극적으로 도와준다. 이수영, 송찬희와 친하다. 이수영, 송찬희와 유치원 때부터 삼총사였다. 센 이미지이지만 귀신을 무서워한다.
- 송찬희

성격이 매우 밝으며 분위기 몰이꾼. 가끔 버거울 때도 있다. 이이슬, 이수영과 함께 다닌다. 초아를 따라다니며 괴롭힌다. 입방정이 심하다. 초아가 인어라는 것을 몰라 자기들끼리만의 비밀이 있다고 인식한다. 다른 친구들이 대학을 갔을 때 얘만 재수했다.

### 초아의 가족
- 초아의 아버지

인간이며 인어와 사랑에 빠져 딸들을 낳게 된다. 육지에서 초아와 단 둘이 산다.(초아와 언니들의 인어모습은 물고기모습이라고 부른다.)
- 초아의 어머니

인간 남편에 다섯 딸을 두었다. 원래 인어였지만 마녀에게 완전한 다리를 받아 육지에서 살게 된다.
- 초아의 할머니,할아버지

초아의 할머니는 횟집 사장님이고 할아버지는 어부이다.
- 초아의 언니들

나이순으로  순서대로 신윤슬, 신한빛, 신누리, 신도담이다. 초아의 다리를 빌리는 대가로 재산과 머리카락을 마녀에게 냈다. 신도담은 초아와 아빠를 보러 잠시 육지로 나왔었다. 신도담은 '휴대전화'를 처음 접한 뒤부터 휴대전화 중독증이 생겼다.  신도담과 일이 사이에 묘한 기류가 흐르기도 했다. 신윤슬은 머리가 풍성하다. 신한빛은 머리에 불가사리를 꽂고 있다. 신누리는 땋은 양 갈래머리를 가지고 있다.

### 엑스트라
- 남자아이

남자아이는 외전 마지막화에 나왔으며, 수영이가 잃어버린 부적 팔찌를 줍는 모습이 나왔다.

## 줄거리
꼬리에 통증 때문에 헤엄을 치지 못하는 인어 신초아는 다리를 빌려 20살까지 육지로 나오게 된다. 그리고 같은 반 이수영은 수영 선수지만 자신감이 없어 대회에서 실력 발휘를 제대로 하지 못한다. 우연찮은 계기로 인해 수영은 초아가 인어라는 사실을 알게 되었고, 수영 연습을 도와주기로 한다. 그렇게 초아는 수영 실력이 늘어가고, 수영은 자신감이 붙으면서 조금씩 성장해 나가는 이야기이다. 약간의 수영이와 초아의 러브스토리도 있다. 가끔 다른 친구들의 얘기도 나온다.